# Igor Flores
Igor Flores Galarza (Urdiain, 5 dicembre 1973) è un ex ciclista su strada spagnolo.
È il fratello di Iker Flores, anch'egli ciclista.

## Palmarès

### Strada
- 1997 (Euskadi, una vittoria)

8ª tappa Vuelta y Ruta de Mexico (Pachuca > Tlaxcala)
- 2001 (Euskaltel-Euskadi, una vittoria)

4ª tappa Vuelta a La Rioja (Logroño > Logroño)
- 2002 (Euskaltel-Euskadi, una vittoria)

Trofeo Alcúdia

## Piazzamenti

### Grandi Giri
- Tour de France

2002: 153º
- Vuelta a España

1999: 75º
2001: 65º

### Classiche monumento
- Milano-Sanremo

2001: 71º
2002: 22º
- Parigi-Roubaix

2001: ritirato
- Liegi-Bastogne-Liegi

2002: ritirato